# Castril (fiume)
Il Castril è un fiume del sud dell Spagna appartenente al bacino idrografico del Guadalquivir, che scorre nella sua totalità nel nord-est della provincia di Granada.

## Corso
Nasce nell'omonima sierra di Castril, in una sorgente carsica nei pressi del Cortijo del Nacimiento. A causa alla struttura del suolo di questa sierra: rocce calcaree e sedimentarie, quando l'acqua si va accumulando nel sottosuolo e arriva al livello delle crepe delle rocce, esce da detti orifizi. L'acqua, accumulandosi in grotte a grande profondità, ha la stessa temperatura sia in estate che in inverno.
Sfocia nel fiume Guadiana Menor, tra i comuni di Benamaurel e Baza, ai piedi della collina Jabalcón.

## Opere idrauliche
È esistito un progetto, mai portato a compimento, che contemplava il convogliamento della totalità delle acque della sorgente del Castril tramite un tunnel che avrebbe attraversato la Sierra Seca fino al vicino fiume Guardal. Altri progetti ancora più ambiziosi vennero prodotti dal XVIII secolo ma mai attuati.